# Budzma! Tuzin. Perasagruzka-2
Budzma! Tuzin. Perasagruzka-2 (belarussisch Будзьма! Тузін. Перазагрузка-2) ist ein Kompilationsalbum von einem Dutzend belarussischer und ausländischer Bands und Solisten, die normalerweise in den russischen, englischen und ukrainischen Sprachen singen, ihre Songs jedoch in der belarussischen Sprache coverten. Die CD wurde von der öffentlichen Bewegung „Werden Belarusians!“ (belarussisch Будзьма беларусамі!) zusammen mit dem Musikportal „Tuzin.fm“ im Dezember 2011 veröffentlicht. Die Idee des Projekts stammt von Sjarhej Budkin. Die Präsentation des Kompilationsalbums wurde von Oleh Skrypka geleitet und fand am 15. Dezember 2011 im Club „Loft“ in Minsk statt.

## Tracklisting
| Nr. | Titel                                        | Text                   | Musik                 | Original                                                                   | Länge |
| --- | -------------------------------------------- | ---------------------- | --------------------- | -------------------------------------------------------------------------- | ----- |
| 1.  | Краіна мрой (Vopli Vidopliassova)            | Andrej Chadanowitsch   | Oleh Skrypka          | Країна мрій                                                                | 4:51  |
| 2.  | Дзень без чар тваіх (Aleh „Jagger“ Minakou)  | Sjarhej Balachonau     | Aleh „Jagger“ Minakou | Day Without Your Love                                                      | 3:56  |
| 3.  | Кантрабанды (Mumi Troll)                     | Andrej Chadanowitsch   | Ilja Lagutenko        | Контрабанды                                                                | 4:00  |
| 4.  | Апошняе сонца (Dreamgale)                    | Dreamgale              | Dreamgale             | – (Neu Lied, die absichtlich für das Kompilationsalbum geschrieben wurde.) | 4:23  |
| 5.  | Дождж (5diez)                                | Sjarhej Balachonau     | 5diez                 | Дождь                                                                      | 4:46  |
| 6.  | Зрывае дах (Maks Lorens)                     | Hleb Labadsenka        | Maks Lorens           | Схожу с ума                                                                | 4:01  |
| 7.  | Сонейка (Maryja Tarasewitsch)                | Uladzimir Ljankewitsch | Maryja Tarasewitsch   | Солнышко                                                                   | 3:29  |
| 8.  | Небасхіл Еўропы (Alexander Rybak)            | Hleb Labadsenka        | Alexander Rybak       | Europe's Skies                                                             | 3:42  |
| 9.  | Апошні дзень Зямлі (Smyslowye Galljuzinazii) | Uladzimir Ljankewitsch | Sergei „Buba“ Bobunez | Последний день Земли                                                       | 3:30  |
| 10. | Акіян у цішы (Leon Gurvitch Project)         | Ales Kamozki           | Leon Gurvitch Project | Infinite Ocean                                                             | 6:51  |
| 11. | Стоп-мафія (Zdob și Zdub)                    | Sjarhej Balachonau     | Mihai Gîncu           | Стоп, мафия!                                                               | 2:52  |
| 12. | Пакуль (Aljona Swiridowa)                    | Andrej Chadanowitsch   | Aljona Swiridowa      | Пока                                                                       | 3:22  |

## Rezeption
In ihrer Rezension für die Zeitschrift „Большой“ beschrieb Tazzjana Samirowskaja das Kompilationsalbum als „wundervolles Projekt der Site «Tuzin.fm» und der Kampagne «Werden Belarusians!»“. Illja Malinouski, der für Eurapejskaje Radyjo dlja Belarussi rezensierte, stellte fest, dass es sich um „wirklich hochwertige Musik von echten Profis in allen Musikstilen" handelt“.
Bei der Verleihung der „Ultra-Music Awards 2011“ wurde die CD als „Projekt des Jahres“ ausgezeichnet.
Im Jahr 2018 wählte das Musikportal „Tuzin.fm“ zusammen mit Letapis.by den Song „Краіна мрой“ von Vopli Vidopliassova unter den „60 heutigen Hits in der belarussischen Sprache“, eine Liste der besten Songs, die seit 1988 veröffentlicht wurden, aus.
Im Jahr 2019 nahm Ljoscha Gorbasch von 34mag das Projekt in die Liste der wichtigsten Ereignisse in der belarussischen Musik für den Zeitraum 2010–2019 auf.